# Halottaskocsi

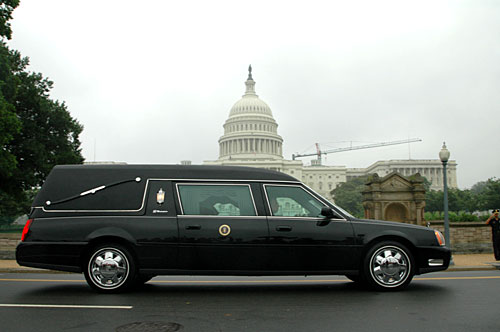
A Ronald Reagan amerikai elnök temetésén használt Cadillac halottaskocsi.

A halottaskocsi, más néven halottszállító egy, a temetési ceremóniák alkalmával használt jármű, melynek célja a halott templomtól vagy háztól való temetőbe, illetve a temetőben a ravatalozótól a sírig szállítása ünnepi körülmények között, emiatt bizonyos változatait „pompakocsinak” is hívják.

## Tulajdonságai
A halottaskocsik általában felső kategóriás autók átalakított változatai, színük majdnem minden esetben fekete, a halálra és a gyászra való utalásként, de az ezüst és fehér színű sem ritka. Más országokban, például a Távol-Keleten az ottani hagyományoknak megfelelően egész díszes is lehet. A nagyobb temetőkön belül használnak kisebb, elektromos hajtású halottaskocsikat is.
A halottaskocsik alapja egy közép vagy felső kategóriájú személyautó szokott lenni, melyet az erre szakosodott karosszériaépítő cégek építenek át halottaskocsivá, hasonlóan a nyújtott limuzinokhoz. A jármű kombijellege miatt gyakran civil kombi verziókból indulnak ki, de sok típus nem rendelkezik ilyennel, ezért az átépítés lényegében bármilyen járműből megvalósítható. Az átépítés során megnövelik az alvázat és elvégzik a szükséges átépítéseket a karosszérián, ami nem csak annak megnövelését jelenti, hanem a szükséges egyéb ilyen célú kiszolgálóeszközök (pl. koporsómozgató-mechanika) és számos egyéb díszítőtartozék (pl. krómozott szegélyek, függönyök) felszerelését is. Az alapjárművek változatosak, de rendszerint a már eleve hangsúlyosabb típusokból kerülnek ki a halottaskocsik, jellemző típusok a Cadillac, a Lincoln, a Mercedes, a Jaguar, a Daimler, a Ford, a BMW, a Volvo, az Audi és a Bentley, de például Chrysler 300C-ből, Maserati Quattroporte-ból és Tesla Model S-ből is készült már halottaskocsi. Újabb, formatervezettebb autók esetében a halottaskocsi-változatok is sokszor rendelkeznek modernebb dizájnelemekkel.
A funkcióból adódóan nemcsak személyautókból, hanem kisteherautóból és furgonokból is készül halottaskocsi, vagy inkább halottszállító, mivel ezeket az autókat nem annyira a temetéseken, hanem céljárműként egyéb esetekben használják az elhunytak szállítására. Temetésekre, ravatalokra, főleg ha azok ceremoniálisabbak a kegyeletteljesebb halottaskocsikat használják. Ettől függetlenül furgonokból és terepjárókból is készülnek reprezentatívabb halottaskocsik, de még motorkerékpárra akasztható halottszállító oldalkocsira is volt példa.
Léteznek még úgynevezett „flower car”-ok, vagyis „virágos autók” is, ezek a halottaskocsihoz hasonlatos és szintén díszes járművek, amelyeken egy platószerű emelvény van kialakítva a virágok és koszorúk szállítására nagyobb temetési ceremóniákon, melyek a halottaskocsi előtt vagy után haladva viszik a gyászolók virágait és koszorúit. 

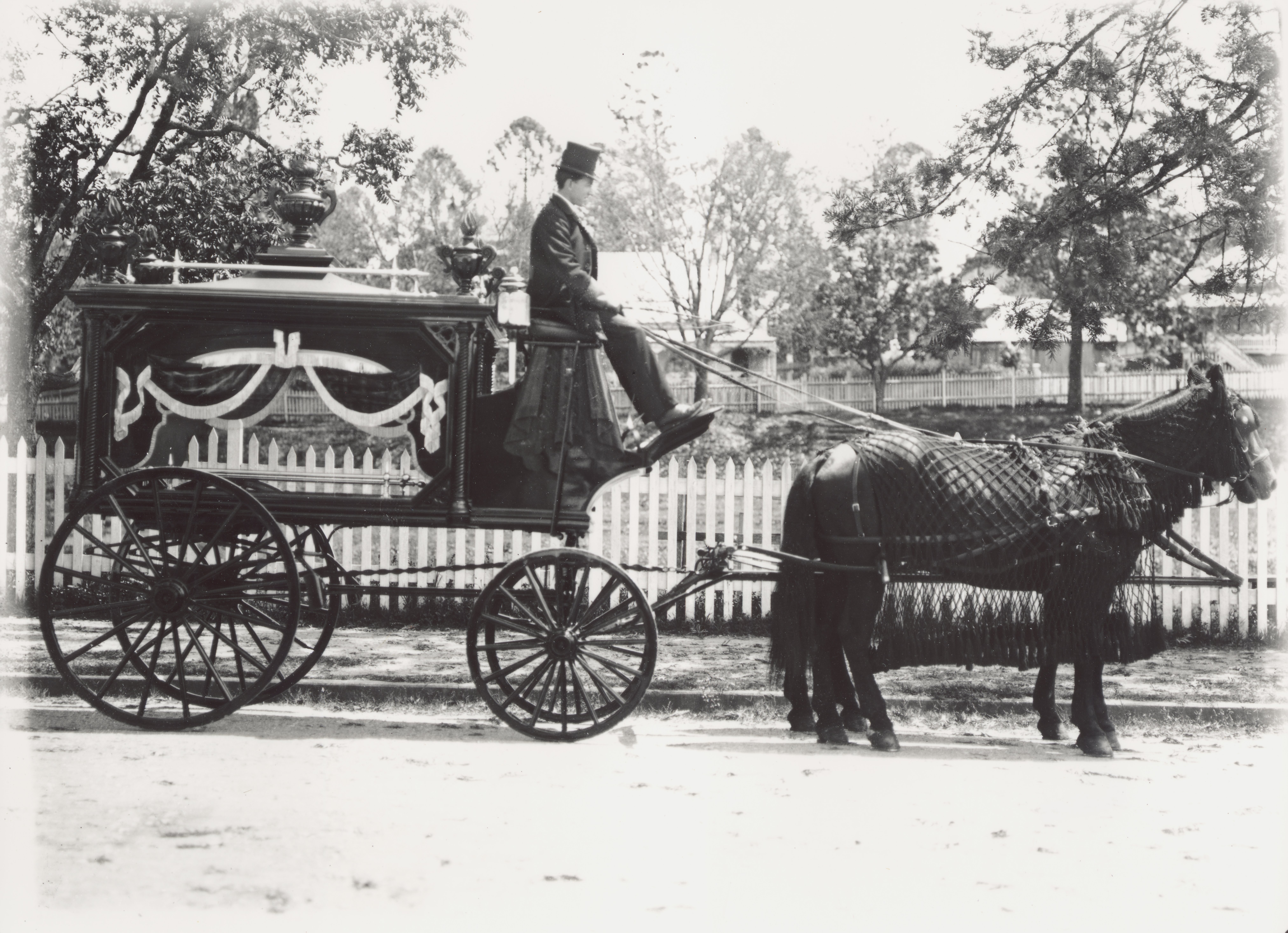
A halottaskocsi régen valóban „kocsi” volt, mint ezen az 1900-as évek eleji fényképen
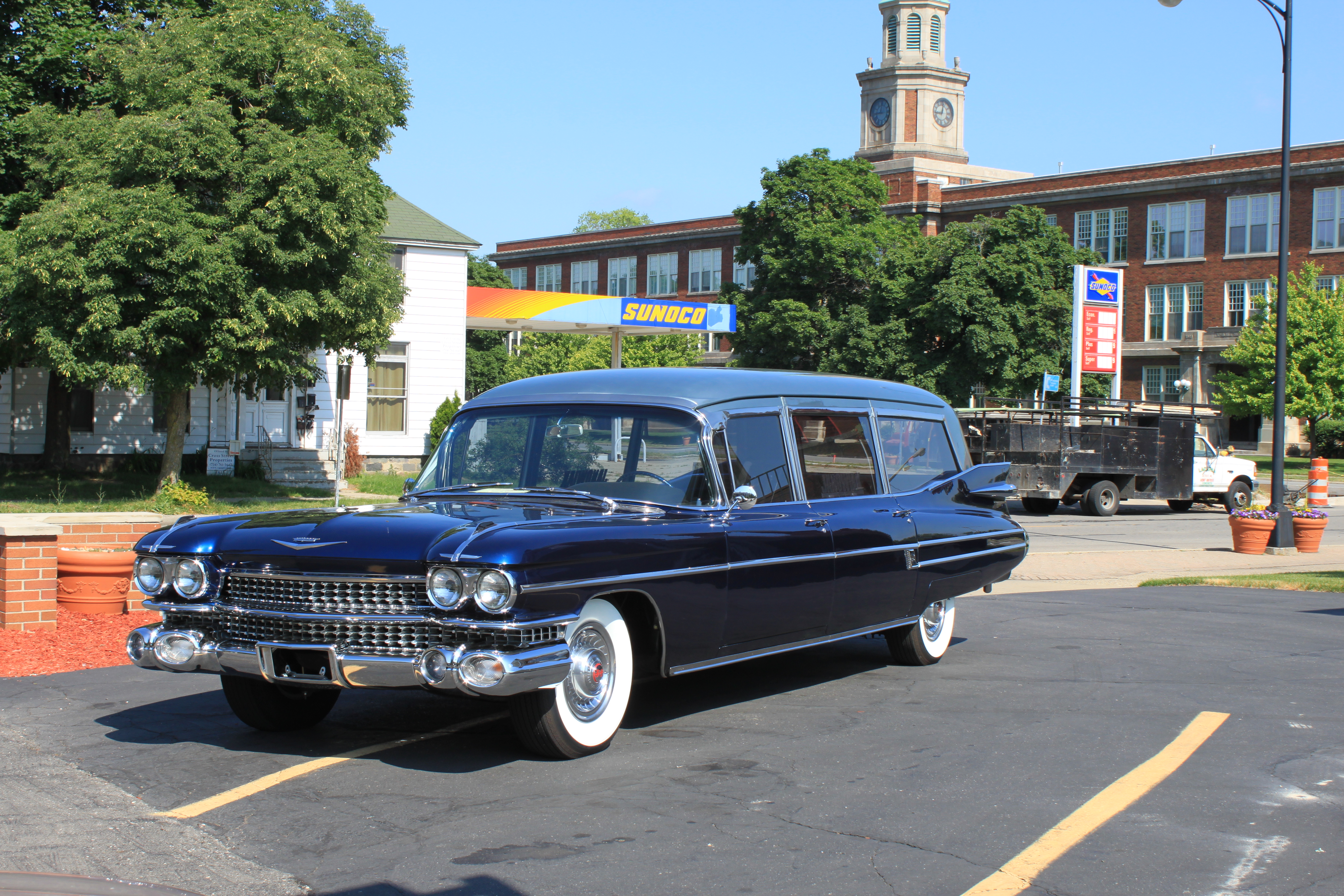
Cadillac típusú halottaskocsi 1959-ből
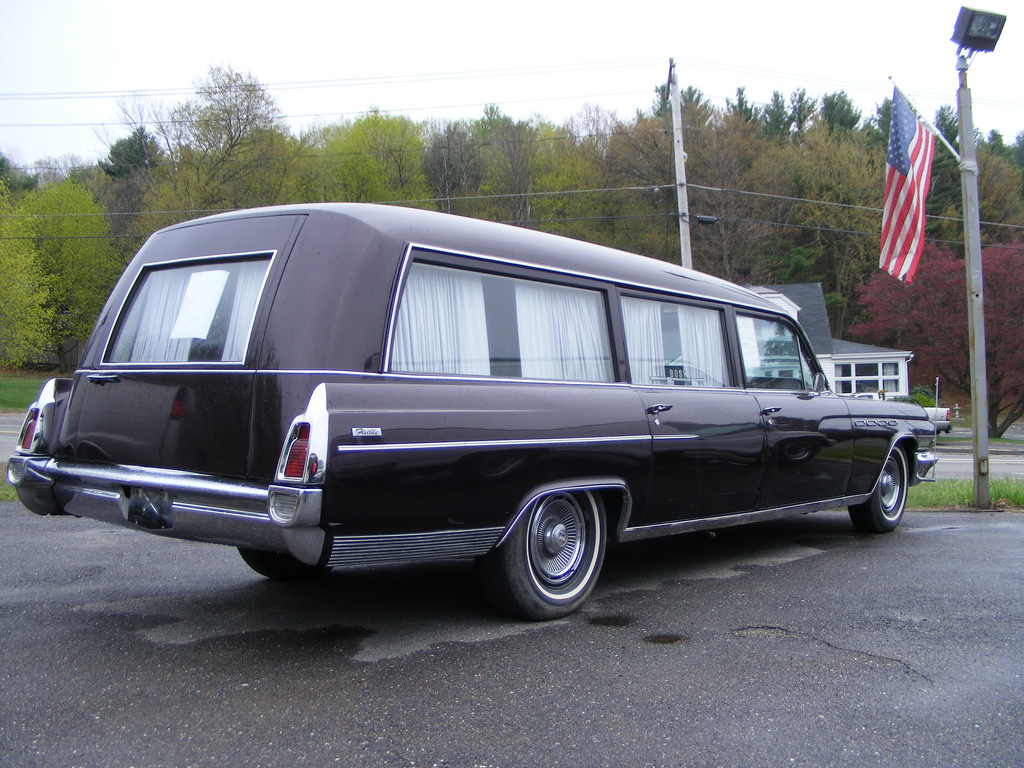
Buick típusú halottaskocsi
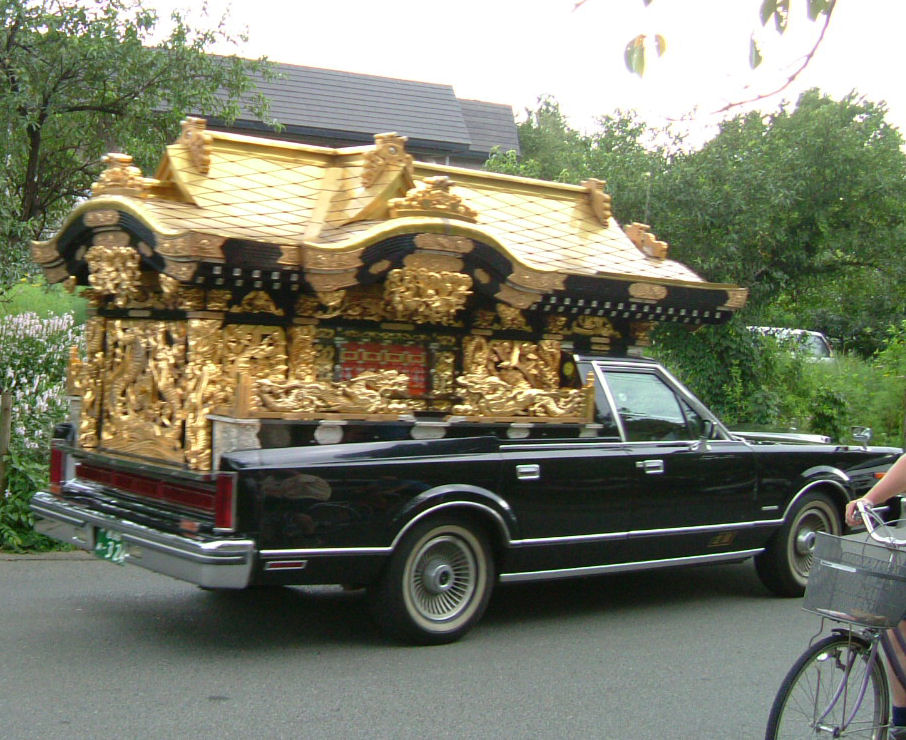
Egy Lincolnra épített buddhista stílusú, díszes halottaskocsi Japánban, az úgynevezett „reikjusa”
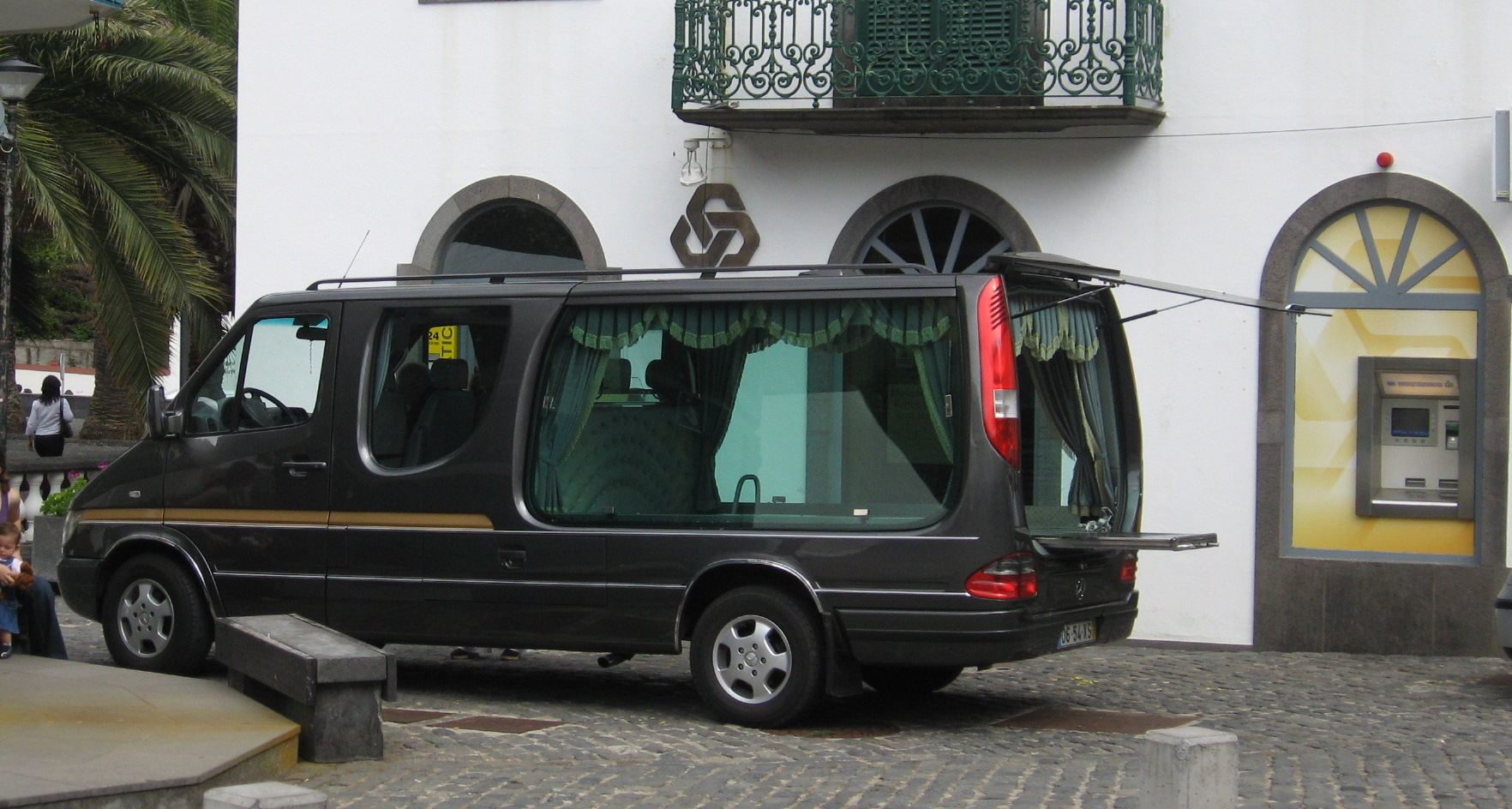
Mercedes Sprinter furgonra épített halottaskocsi
Mercedes W212-es E osztályú halottaskocsi
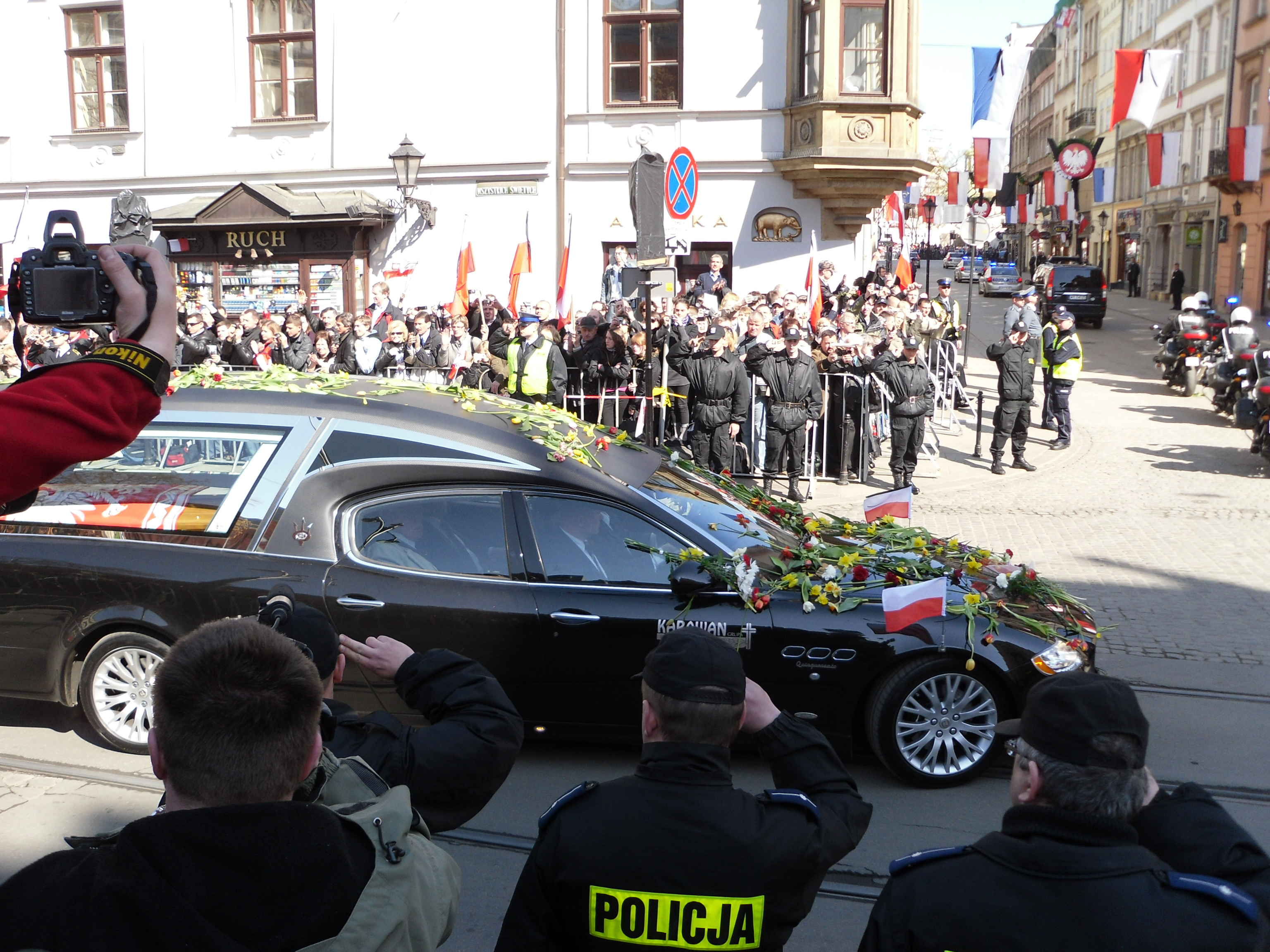
Lech Kaczyński lengyel köztársasági elnök koporsóját szállító Maserati Quattroporte halottaskocsi
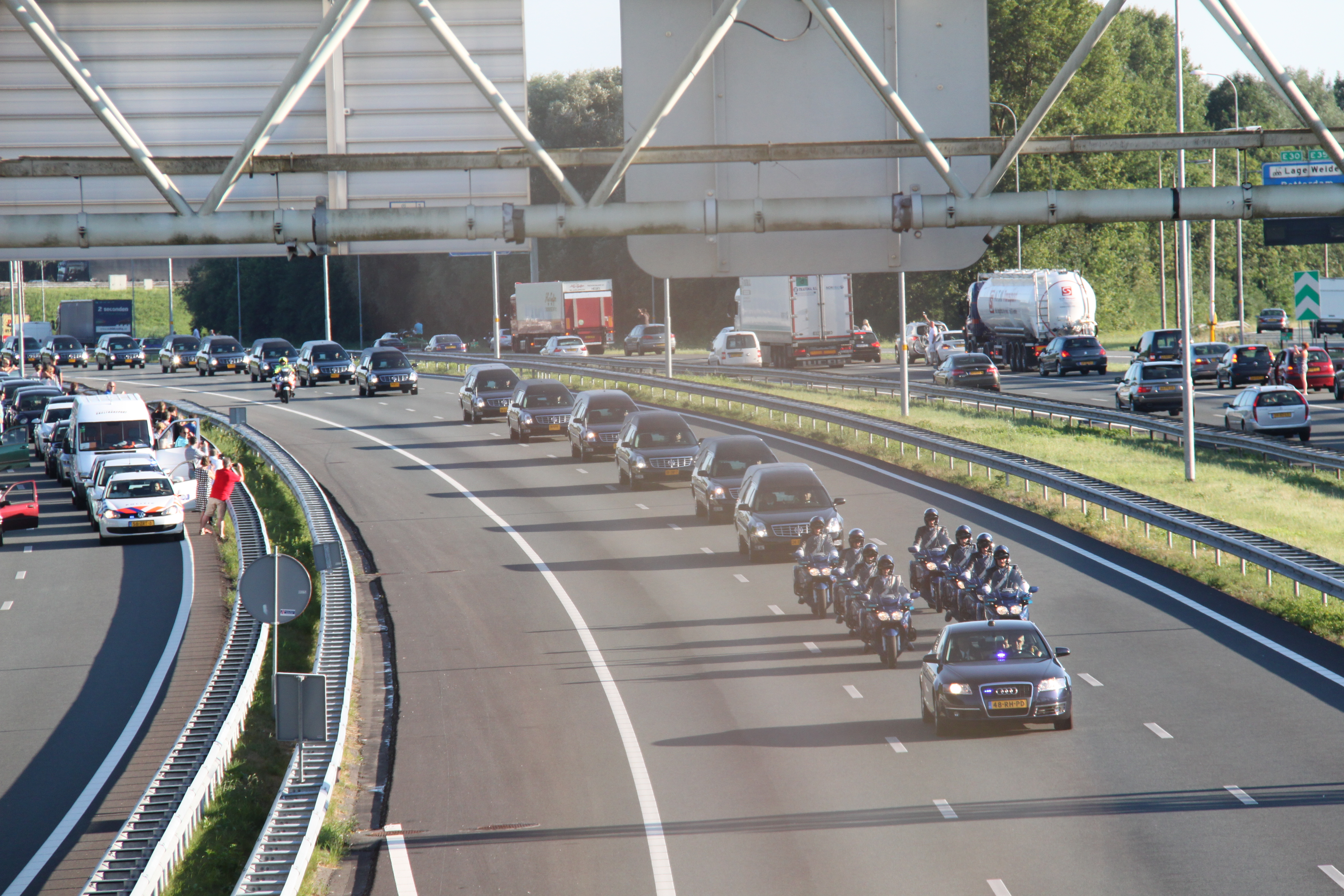
A Malaysia Airlines 2014. július 17-én Ukrajna felett lelőtt repülőjének holland áldozatait szállító halottaskocsik konvoja Hollandiában 2014. július 23-án
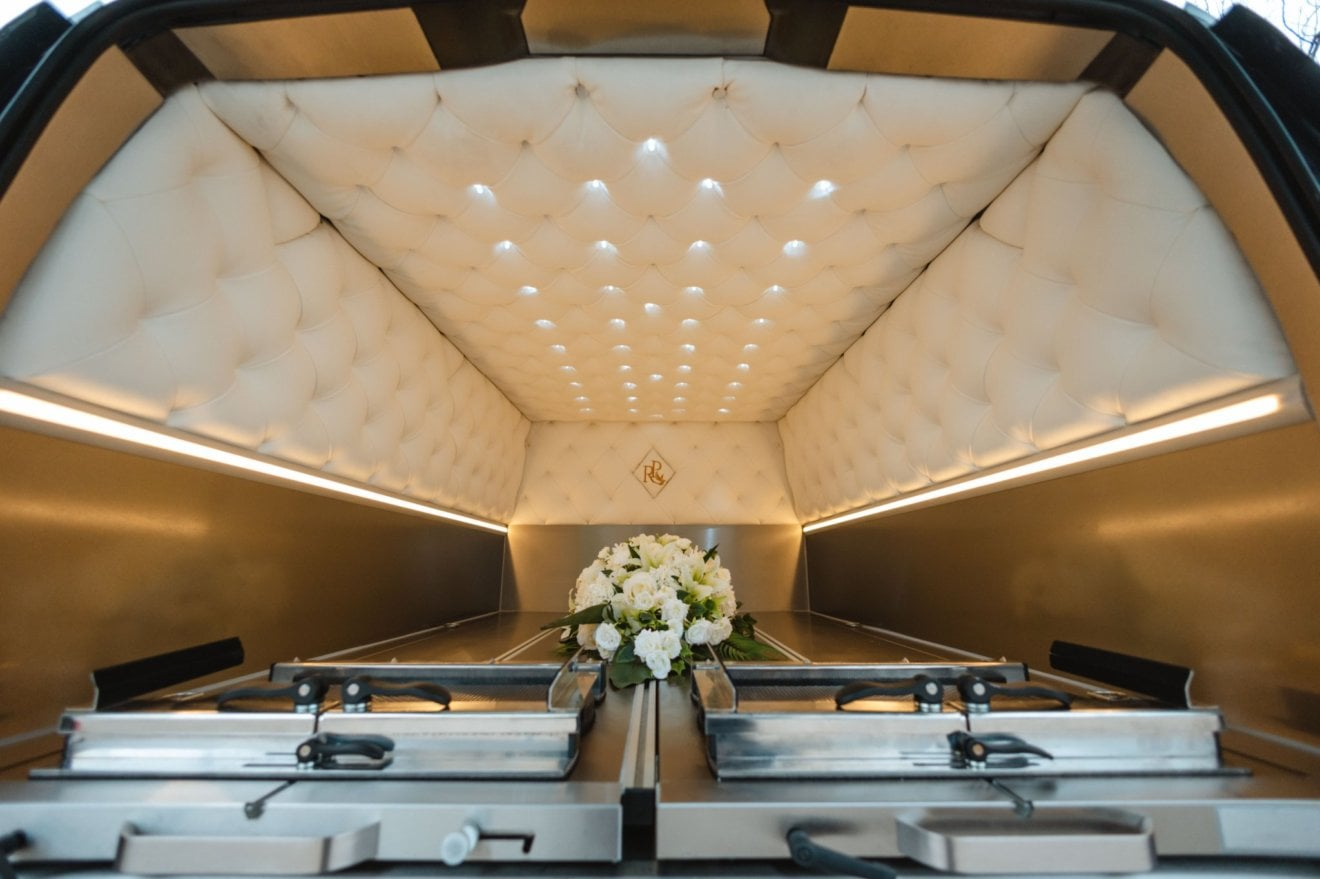
Halottaskocsi átalakítás egy Mercedes Vito típusú furgonból

## Érdekességek
- Sokan rossz ómennek tartják halottaskocsit látni.[2]
- Ennek ellenére vannak halottaskocsi-gyűjtők és olyan klubok is, amiknek halottaskocsi-kedvelő tagjai találkozókat is szerveznek, vagy akár a saját halottaskocsijaikon mennek kirándulni. Arra is volt példa, hogy valaki a halottaskocsiját egyfajta lakóautónak rendezte be, továbbá olyanok is vásárolnak ilyen autókat, akik szeretnék élvezni egy luxusautó kényelmét, ugyanakkor sokkal nagyobb raktérre vágynak.
- Michael Jackson temetésén a Jackson család ingyen Rolls-Royce Phantomokat kapott.[3] Magának Jacksonnak a koporsóját egy Lincoln halottaskocsi szállította.
- A Grand Theft Auto játékokban a halottszállítók vezethető járművek.[4]
- Velencében halottaskocsi helyett is halottas hajó van, mellyel a városból szállítják a halottakat a Szent Mihály Temetőbe.

## Lásd még
- Nyújtott limuzin